# 張琳 (成化進士)
張琳（1439年—？），字廷珮，山西大同左衛人，軍籍，明朝政治人物。

## 生平
成化十六年（1480年）庚子科山西鄉試第三十五名舉人。成化十七年（1481年）中式辛丑科會試第九十六名，三甲第一百七十五名進士。历官大理寺評事、左寺副，弘治四年（1491年）二月升陕西按察司佥事，

## 家族
曾祖張士賢；祖父張榮；父張政，母姚氏；繼母田氏。